# 沛托湖
沛托湖（英語：Peyto Lake）是加拿大落基山脉班夫国家公园的一个冰川湖，可以通过冰原公路直接抵达。沛托湖海拔高度为1,880米，湖泊面积为5.3平方公里。
公园的名称来源于班夫地区早期的一个向导和管理员埃比尼泽·威廉·沛托（Ebenezer William Peyto）。
每年夏季，大量冰川岩粉流入湖水中，这些岩石的微粒使湖水呈现出明亮的的青绿色。沛托湖也因此成为公园内受游客欢迎的观光地点。弓峰（Bow Summit）是冰原公路最高点，也是欣赏沛托湖最佳位置。
沛托湖的水来源于沛托溪，出口是米斯塔亚河。

## 圖庫

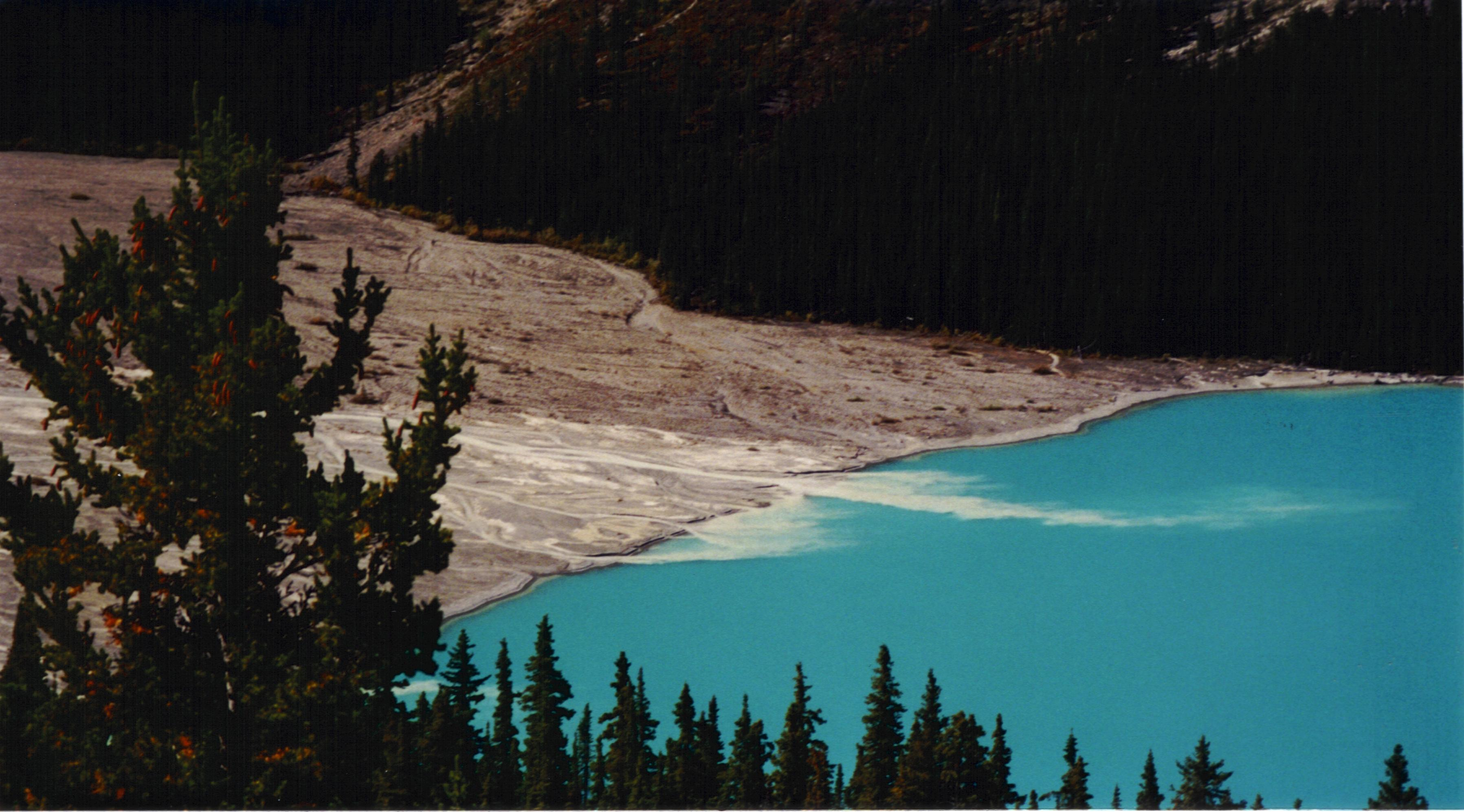
沛托湖
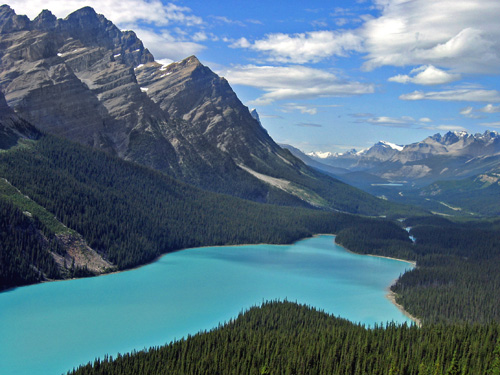
沛托湖
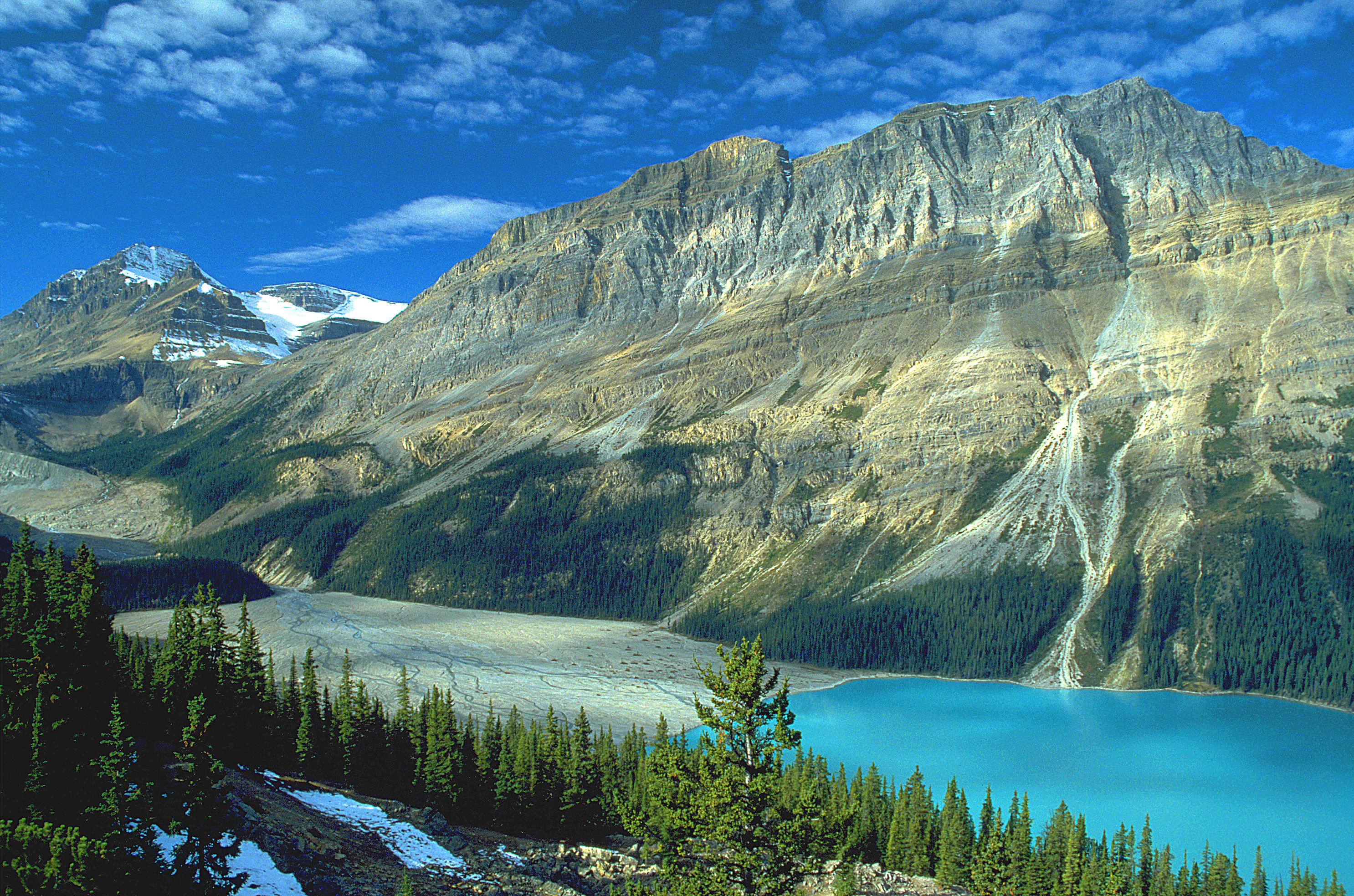
沛托湖在加拿大落磯山脈（Canadian Rockies）

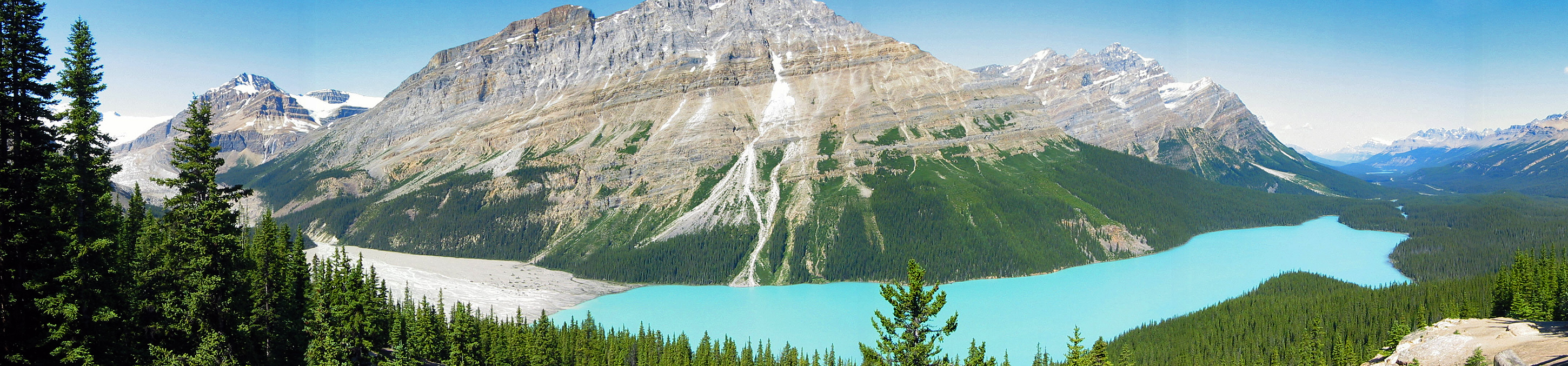
沛托湖